# Claude de Rouvroy

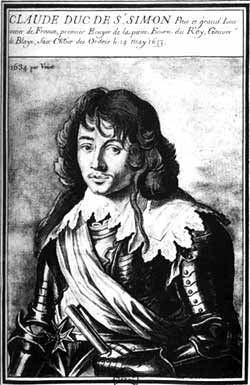
Claude de Rouvroy

Claude de Rouvroy, graaf van Rasse (16 augustus 1607 – Parijs, 3 mei 1693) was een Frans edelman.

Hij was een favoriet van koning Lodewijk XIII van Frankrijk en werd door hem verheven tot (eerste) hertog van Saint-Simon, hertog en Pair van Frankrijk.
Rouvroy, de tweede zoon van Louis de Rouvroi, heer van Plessis en telg uit een oud adellijk geslacht dat in de godsdienstoorlogen geruïneerd was, won aanzien en fortuin dankzij de protectie van de koning. In 1627 werd hij adjudant van de koning en binnen drie jaar werd hij kapitein van de kastelen van Versailles en Saint-Germain-en-Laye, opziener van de koninklijke honden, eerste kamerheer, staatsraad en gouverneur van Meulan en Blaye.
Hij was heer van het grote domein van La Ferté-Vidame dat hij, net als zijn vader fanatiek katholiek en vijand van de hugenoten, in 1629 na de val van La Rochelle van de koning kreeg. In 1632 werd zijn feodale riddergoed in Vermandois tot hertogdom verheven. Hij was een medestander van kardinaal de Richelieu maar viel in 1636 bij de kardinaal in ongenade. Hij trok zich terug op zijn landgoed en keerde pas in 1643 weer terug aan een hof dat hem niet erg warm ontving.
Een tweede vrijwillige ballingschap volgde en de nieuwbakken hertog liet zich weinig meer met politiek in, al was hij in La Fronde, een Parijse opstand, medestander van de prins van Condé.
Uit zijn eerste huwelijk met Diane de Budos de Portes, familie van de "grote" Condé, werden drie dochters geboren. Uit zijn tweede huwelijk (op 65-jarige leeftijd) met Charlotte de L'Aubespine werden rond Claudes zeventigste jaar nog twee kinderen, Louis, zijn zoon en opvolger, en een dochter geboren.